# Spannarps socken
Spannarps socken i Halland ingick i Himle härad, ingår sedan 1971 i Varbergs kommun och motsvarar från 2016 Spannarps distrikt.
Socknens areal är 19,77 kvadratkilometer, varav 19,63 land. År 2000 fanns här 676 invånare. Tätorten Himle med sockenkyrkan Spannarps kyrka ligger i socknen.  

## Administrativ historik
Spannarps socken har medeltida ursprung.
Vid kommunreformen 1862 övergick socknens ansvar för de kyrkliga frågorna till Spannarps församling och för de borgerliga frågorna till Spannarps landskommun. Landskommunen inkorporerades 1952 i Tvååkers landskommun som 1971 uppgick i Varbergs kommun.
1 januari 2016 inrättades distriktet Spannarp, med samma omfattning som församlingen hade 1999/2000.  
Socknen har tillhört fögderier och domsagor enligt Himle härad. De indelta båtsmännen tillhörde Norra Hallands första båtsmanskompani.

## Geografi
Spannarps socken ligger sydost om Varberg. Socknen är en öppen slättbygd med mindre höjder.

## Fornminnen
Från stenåldern finns flera boplatser, från bronsåldern och äldre järnåldern spridda gravar, gravrösen och stensättningar. En ceremonisköld från bronsåldern (Nackhälleskölden) har påträffats.

## Namnet
Namnet (1379 Spandorp) kommer från kyrkbyn. Förleden innehåller troligen ett mansnamn Spanni eller möjligen spannare, 'person som tröskar säd mot ersättning'. Efterleden är torp, 'nybygge'.

## Befolkningsutveckling
| Befolkningsutvecklingen i Spannarps socken 1750–1990                                                    | Befolkningsutvecklingen i Spannarps socken 1750–1990 | Befolkningsutvecklingen i Spannarps socken 1750–1990 | Befolkningsutvecklingen i Spannarps socken 1750–1990 | Befolkningsutvecklingen i Spannarps socken 1750–1990 |
| --- | ---------------------------------------------------- | ---------------------------------------------------- | ---------------------------------------------------- | ---------------------------------------------------- |
| |                                                      |                                                      |                                                      |                                                      |
| År |                                                      |                                                      | Folkmängd                                            |                                                      |
| 1750 | 1750                                                 |                                                      | 359                                                  |                                                      |
| 1760 | 1760                                                 |                                                      | 412                                                  |                                                      |
| 1769 | 1769                                                 |                                                      | 418                                                  |                                                      |
| 1780 | 1780                                                 |                                                      | 404                                                  |                                                      |
| 1790 | 1790                                                 |                                                      | 415                                                  |                                                      |
| 1800 | 1800                                                 |                                                      | 453                                                  |                                                      |
| 1810 | 1810                                                 |                                                      | 444                                                  |                                                      |
| 1820 | 1820                                                 |                                                      | 508                                                  |                                                      |
| 1830 | 1830                                                 |                                                      | 553                                                  |                                                      |
| 1840 | 1840                                                 |                                                      | 560                                                  |                                                      |
| 1850 | 1850                                                 |                                                      | 586                                                  |                                                      |
| 1860 | 1860                                                 |                                                      | 674                                                  |                                                      |
| 1870 | 1870                                                 |                                                      | 802                                                  |                                                      |
| 1880 | 1880                                                 |                                                      | 862                                                  |                                                      |
| 1890 | 1890                                                 |                                                      | 801                                                  |                                                      |
| 1900 | 1900                                                 |                                                      | 763                                                  |                                                      |
| 1910 | 1910                                                 |                                                      | 809                                                  |                                                      |
| 1920 | 1920                                                 |                                                      | 796                                                  |                                                      |
| 1930 | 1930                                                 |                                                      | 715                                                  |                                                      |
| 1940 | 1940                                                 |                                                      | 715                                                  |                                                      |
| 1950 | 1950                                                 |                                                      | 683                                                  |                                                      |
| 1960 | 1960                                                 |                                                      | 647                                                  |                                                      |
| 1970 | 1970                                                 |                                                      | 632                                                  |                                                      |
| 1980 | 1980                                                 |                                                      | 630                                                  |                                                      |
| 1990 | 1990                                                 |                                                      | 673                                                  |                                                      |
| Anm: Källor: Umeå universitet - Tabellverket 1749-1859, Demografiska databasen, CEDAR, Umeå universitet |                                                      |                                                      |                                                      |                                                      |